# USS Gloucester (1891)
El USS Gloucester fue un cañonero de la Armada de los Estados Unidos. Anteriormente, con el nombre de Corsair, fue el yate de J. P. Morgan. Construido en 1891 por Neafie & Levy en Filadelfia, Pensilvania y adquirido por la Armada de los Estados Unidos el 23 de abril de 1898. El USS Gloucester fue dado de alta el 16 de mayo  de 1898, con Richard Wainwright al mando.

## Historial de servicio
El USS Gloucester sirvió en aguas de Cuba en 1898 con la flota del Atlántico Norte, en acciones de bloqueo. Participó en la Batalla naval de Santiago de Cuba del 3 de julio de 1898 contra la escuadra del almirante Pascual Cervera, en la que no tuvo bajas.
El 25 de julio de 1898, entró en el Puerto de Guánica, Puerto Rico precediendo a la flota, y capturó el lugar para el ejército. La actuación del Gloucester mereció una mención por parte del Departamento de la Marina. Como el ejército, estaba ansioso por desembarcar en el puerto de Ponce, se ordenó a la flota reconocer Ponce y los alrededores y ocuparon las posiciones necesarias hasta la llegada del El 1 de agosto de 1898, con el apoyo del USS Wasp, el USS Gloucester tomó posesión de  Arroyo, y enarboló la bandera de los Estados Unidos hasta la llegada del ejército al día siguiente. Posteriormente, el USS Gloucester puso rumbo a Nueva York, y a Provincetown a finales de 1898, y desde 1899 hasta  1902 sirvió como buque escuela en Anápolis, Maryland. Fue devuelto al servicio activo en Norfolok, Virginia el 15 de noviembre de 1902, sirvió como buque del comandante en jefe de la escuadra del Atlántico Sur, y realizó cruceros por los puertos de las Indias Occidentales , y a lo largo de la costa de Sudamérica. 
Fue dado de baja el 8 de febrero de 1905, en Pensacola, Florida, estuvo asignado a las milicias navales de Massachusetts y Nueva York, hasta que fue definitivamente dado de baja el 7 de abril de 1917 en el Astillero Naval de Brooklyn.
El USS Gloucester realizó patrullas en el puerto de Nueva York hasta que su nombre desapareció del registro naval de buques el 12 de agosto de 1919, y vendido el 21 de noviembre de 1919.